# ナランハス・デ・ビジャ・クララ
ナランハス・デ・ビジャ・クララ（西: Naranjas de Villa Clara）は、キューバの国内野球リーグであるセリエ・ナシオナル・デ・ベイスボルに所属する野球チーム。本拠地はキューバ中央部にあるビジャ・クララ州の州都サンタ・クララ。
アズカレロス・デ・ビジャ・クララ（西: Azucareros de Villa Clara）とも呼ばれる。

## 概要
前身となるチームは1880年設立という歴史のあるチーム。
現チームの原型は1961年-1962年シーズンに誕生し、旧ラス・ヴィラス州の代表として、1976年までに3度の優勝を果たした名門チームの「アズカレロス」（Azucareros, 精糖業者）。
1977年からはビジャ・クララ州のチームとなり、1993年から1995年まで3年連続でシリーズ優勝を果たすなど、インドゥストリアレス、サンティアーゴ・デ・クーバ、ピナール・デル・リオと並び、キューバ国内リーグの4大チームの一角として知られる。
2013年に久しぶりの優勝を果たし、2014年にはキューバ代表として、キューバ革命以来54年ぶりに参加を再開したカリビアンシリーズに出場した。
本拠地はニカラグアの革命家であるアウグスト・セサル・サンディーノの名を冠するエスタディオ・アウグスト・セサル・サンディーノ。
ニックネームの「ナランハ」（Naranja）とはオレンジの意味で、オレンジ色のユニフォームが有名。

## 主な所属選手

### リーグMVP獲得選手
- アマド・サモラ（1995年）[1]
- オスカー・マチャド（1998年）[1]

### その他
- アレドミス・ディアス
- アリエル・ペスタノ
- アリエル・ボレロ
- アンディ・サモラ
- エドゥアルド・パレ
- エリエセル・モンテス・デ・オカ（英語版）
- ダヤン・ビシエド
- デイロン・ヴァローナ
- ディオスダニ・カスティーヨ（英語版）
- ビクトル・メサ
- フレディ・アルバレス
- ペドロ・ジョバ
- ホルヘ・トカ（英語版）
- ヤンディ・ディアス
- ユニエスキー・ベタンコート
- ヨレクシス・ウラシア
- ラザーロ・ペレス
- ルイス・ボロト
- レオネス・マーティン
- ローランド・アローホ